# Doug Peace
Douglas „Doug“ Peace (* 4. April 1919 in Toronto; † 2. Dezember 2000 in Ottawa) war ein kanadischer Radrennfahrer und nationaler Meister im Radsport.

## Sportliche Laufbahn
Peace war im Bahnradsport aktiv. 1936 startete er bei den Olympischen Sommerspielen in Berlin. Im Sprint unterlag er in seinem Vorlauf gegen Arie van Vliet, gewann den Hoffnungslauf gegen Howard Wing und schied in der 2. Runde gegen Louis Chaillot aus. 
Bei den nationalen Meisterschaften im Bahnradsport gewann er insgesamt vier Titel im Verlauf seiner Karriere.